# میله پارالل

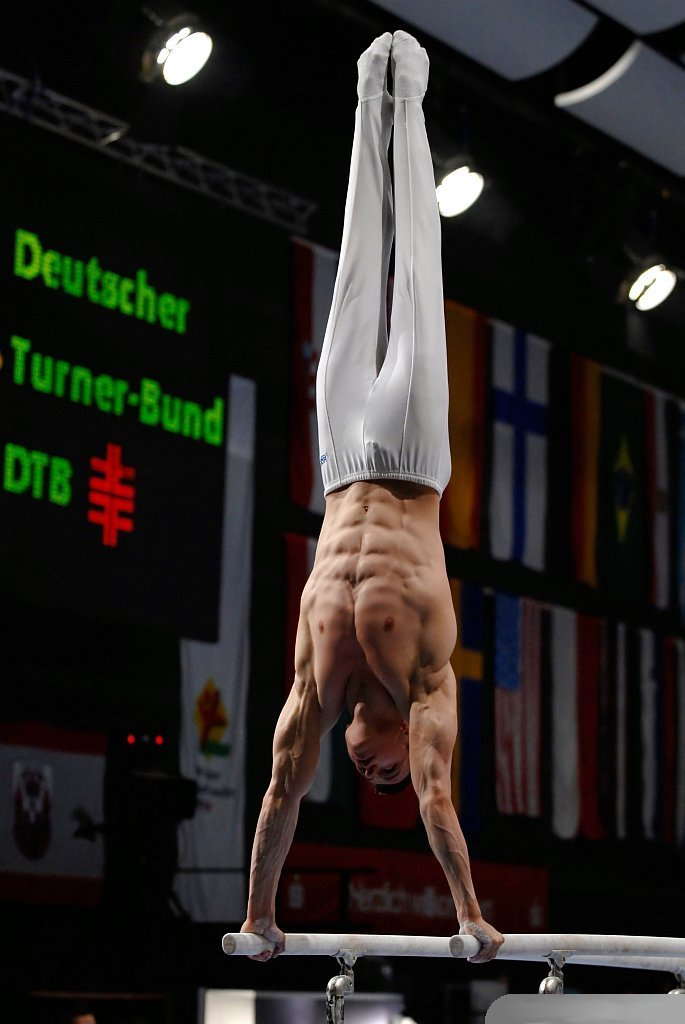
A gymnast performs on the parallel bars

میله‌های پارالِل یا موازی یکی از ابزارهای ورزش ژیمناستیک هنری است.
این ابزار هم توسط زن هم توسط مرد به کار میرود.  میله‌های پارالل روی چهارچوبی تکیه دارند که از جنس فلز (بیشتر فولاد) ساخته می‌شود. خود میله‌ها از چوب یا ماده‌ای مرکب ساخته می‌شوند.